# Erskine Baronets
Als Erskine Baronetcies bezeichnet man fünf erbliche britische Adelstitel (Baronetcies), von denen zwei in der Baronetage of Nova Scotia, eine in der Baronetage of Great Britain und zwei in der Baronetage of the United Kingdom an Personen mit dem Familiennamen Erskine verliehen wurden.

## Verleihungen
Erstmals wurde am 30. April 1666 der Titel Baronet, of Alva in the County of Stirling, in der Baronetage of Nova Scotia für Charles Erskine geschaffen. Er war der dritte Sohn des Hon. Sir Charles Erskine, der ein jüngerer Sohn des John Erskine, 19. Earl of Mar, war. Der 6. Baronet ergänzte 1789 den Familiennamen zu St. Clair-Erskine und beerbte 1805 seinen Onkel mütterlicherseits, Alexander Wedderburn, 1. Earl of Rosslyn, als 2. Earl of Rosslyn. Die Baronetcy ist seither ein nachgeordneter Titel des jeweiligen Earls und besteht bis heute.
Am 20. August 1666 wurde der Titel Baronet, of Cambo in the County of Fife, in der Baronetage of Nova Scotia für Charles Erskine geschaffen. Er war der dritte Sohn des Alexander Erskine, Viscount Fentoun. Väterlicherseits war er ein Enkel des 1. Earl of Kellie und mütterlicherseits ein Enkel des 1. Earl of Dunfermline. Der 8. Baronet beerbte 1797 seinen Onkel vierten Grades, Archibald Erskine, 7. Earl of Kellie, als 8. Earl of Kellie. Die Baronetcy ist seither ein nachgeordneter Titel des jeweiligen Earls und besteht bis heute.
Am 28. Juli 1791 wurde der Titel Baronet, of Torrie in the County of Fife, in der Baronetage of Great Britain für den Lieutenant-General der British Army William Erskine geschaffen. Er war der Sohn des Hon. William Erskine, der ein jüngerer Sohn des 2. Lord Cardross war. Die Baronetcy erlosch beim Tod seines jüngsten Sohnes, des 4. Baronet, am 30. Juli 1836.
Am 27. August 1821 wurde der Titel Baronet, of Cambo in the County of Fife, in der Baronetage of the United Kingdom für David Erskine geschaffen. Er war der Sohn eines unehelichen Sohnes des Thomas Erskine, 9. Earl of Kellie war. Die Baronetcy besteht bis heute.
Zuletzt wurde der Titel Baronet, of Rerrick in the Stewartry of Kircudbright, in der Baronetage of the United Kingdom für den Bankier John Erskine geschaffen. Am 4. September 1964 wurde er als Baron Erskine of Rerrick zum erblichen Peer erhoben. Die Baronetcy war daraufhin ein nachgeordneter Titel des Barons und erlosch beim Tod von dessen Sohn, dem 2. Baron, am 7. Juni 1995.

## Liste der Erskine Baronets

Wappen der Erskine Baronets, of Alva

### Erskine / St. Clair-Erskine Baronets, of Alva (1627)
- Sir Charles Erskine, 1. Baronet (1643–1690)
- Sir James Erskine, 2. Baronet (um 1670–1693)
- Sir John Erskine, 3. Baronet (1672–1739)
- Sir Charles Erskine, 4. Baronet (1709–1747)
- Sir Henry Erskine, 5. Baronet (um 1710–1765)
- Sir James St. Clair-Erskine, 2. Earl of Rosslyn, 6. Baronet (1762–1837)
- James St. Clair-Erskine, 3. Earl of Rosslyn, 7. Baronet (1802–1866)
- Robert St. Clair-Erskine, 4. Earl of Rosslyn, 8. Baronet (1833–1890)
- James St. Clair-Erskine, 5. Earl of Rosslyn, 9. Baronet (1869–1939)
- Anthony St. Clair-Erskine, 6. Earl of Rosslyn, 10. Baronet (1917–1977)
- Peter St. Clair-Erskine, 7. Earl of Rosslyn, 11. Baronet (* 1958)

Titelerbe (Heir Apparent) ist der Sohn des aktuellen Titelinhabers, Jamie St. Clair-Erskine, Lord Loughborough (* 1986).

Wappen der Erskine Baronets, of Cambo (erster Verleihung)

### Erskine Baronets, of Cambo (erste Verleihung, 1666)
- Sir Charles Erskine, 1. Baronet (um 1620–1677)
- Sir Alexander Erskine, 2. Baronet (um 1663–1727)
- Sir Charles Erskine, 3. Baronet († 1753)
- Sir John Erskine, 4. Baronet († 1754)
- Sir William Erskine, 5. Baronet († 1780)
- Sir Charles Erskine, 6. Baronet († 1790)
- Sir William Erskine, 7. Baronet († 1791)
- Charles Erskine, 8. Earl of Kellie, 8. Baronet (1764–1799)
- Thomas Erskine, 9. Earl of Kellie, 9. Baronet (um 1745–1828)
- Methven Erskine, 10. Earl of Kellie, 10. Baronet (um 1750–1829)
- John Erskine, 26. Earl of Mar, 11. Earl of Kellie, 11. Baronet (1795–1866)
- Walter Erskine, 12. Earl of Kellie, 12. Baronet (1810–1872)
- Walter Erskine, 11. Earl of Mar, 13. Earl of Kellie, 13. Baronet (1839–1888)
- Walter Erskine, 12. Earl of Mar, 14. Earl of Kellie, 14. Baronet (1865–1955)
- John Erskine, 13. Earl of Mar, 15. Earl of Kellie, 15. Baronet (1921–1993)
- James Erskine, 14. Earl of Mar, 16. Earl of Kellie, 16. Baronet (* 1949)

Titelerbe (Heir presumptive) ist der Bruder des aktuellen Titelinhabers, Hon. Alexander Erskine, Master of Mar and Kellie (* 1952).

Wappen der Erskine Baronets, of Torrie

### Erskine Baronets, of Torrie (1791)
- Sir William Erskine, 1. Baronet (1728–1795)
- Sir William Erskine, 2. Baronet (1770–1813)
- Sir James Erskine, 3. Baronet (1772–1825)
- Sir John Erskine, 4. Baronet (1776–1836)

Wappen der Erskine Baronets, of Cambo (zweiter Verleihung)

### Erskine Baronets, of Cambo (zweite Verleihung, 1821)
- Sir David Erskine, 1. Baronet (1792–1841)
- Sir Thomas Erskine, 2. Baronet (1824–1902)
- Sir ffolliott Erskine, 3. Baronet (1850–1912)
- Sir Thomas Erskine, 4. Baronet (1880–1944)
- Sir David Erskine, 5. Baronet (1912–2007)
- Sir Thomas Erskine, 6. Baronet (* 1950)

### Erskine Baronets, of Rerrick (1961)
- John Erskine, 1. Baron Erskine of Rerrick, 1. Baronet (1893–1980)
- Iain Erskine, 2. Baron Erskine of Rerrick, 2. Baronet (1926–1995)